# Fritz Pfleumer
Fritz Pfleumer (20 de marzo de 1881, Salzburgo - 29 de agosto de 1945, Radebeul) fue un ingeniero Alemán-Austríaco que mejoró la cinta magnética para grabar sonido.
Pfleumer era el hijo de Minna y Roberto née Hünich. Su padre Roberto (1848-1934) nació en Greiz, y su madre Minna (1846-1932) nació en Freiberg. Fritz tenía cinco hermanos - Mimi, Hanz, Hermann, Otto, y Mizi, uno de ellos, Hanz, emigró a los Estados Unidos.
Pfleumer comenzó sus estudios de ingeniería en una universidad de Dresde en 1897. [cita requerida]
Vivió en Dresde, Alemania, fue experto en papeles especiales y procesos relacionados para uso industrial. Pfleumer había desarrollado el proceso para poner rayas de bronce en los papeles de cigarrillo, y había razonado que él podría cubrir de forma semejante cinta de papel, para utilizarla como alternativa en la grabación magnética en lugar del alambre. En 1927, después de experimentar con varios materiales, Pfleumer utilizó el papel muy fino que cubrió con polvo de óxido de hierro usando laca como pegamento. Recibió la patente alemana DRP 500,900 el 31 de enero de 1928
Para reproducir su cinta el construyó la primera grabadora de cinta en el sentido moderno, nombró al reproductor “soundingpaper” (reproductor de papel); Utilizó cinta de papel de 16 milímetros de ancho grabó en los primeros 8 mm de un lado en una dirección y después en los 8mm del otro. Un riel contenía los 300 metros para hacer una grabación con duración de 20 minutos (dos pasadas de 10 minutos con una velocidad de reproducción de cinta de 0.5 m/s). Al darse cuenta de que necesitaba ayuda para desarrollar comercialmente su producto solicitó a muchas compañías y varios editores de periódicos de Berlín para mencionar a la grabadora con buena recomendación periodística.
La compañía AEG (German General Electric) mostró gran interés y en 1932 firmaron contrato con Pfleumer quien cedió sus derechos de patente, El directivo de AEG Herman Bücher, tuvo interés personal en el proyecto de la grabadora de cinta y para complementar las actividades de radio de la AEG, tecnologías que se incluyeron en el desarrollo de equipo para telecomunicaciones. Uno de los materiales empleados por la AEG en ondas de alta frecuencia era el Hierro Carbónico, polvo que contenía partículas esféricas de hierro que producía la I.G. Fabernindustrie Aktiengesellschaft conocida como BASF.
Bücher decidió que un pequeño grupo especializado en ingeniería mecánica que había desarrollado sonido para equipo de filmación usando este material, se podía dedicar a desarrollar equipo de grabación magnética junto con Pfleumer.
Bajo la dirección de Theo Volk, el equipo de la AEG se dedicaron a producir la grabadora y la cinta, trataron de utilizar la cinta de papel en una máquina que trabajaba cinta de acero pero hubo problemas al usarla ya que se atoraba, o se maltrataba de las orillas, se continuó con las investigaciones para mejorar el equipo y la cinta.  Así entró la compañía BASF se formó un equipo en dónde se encontraba el químico Frederich Matthias; Comenzaron con el desarrollo de mejoras de la cinta en 1933, Pfleumer mencionó en la patente de ese año el cambio del hierro carbónico por magnetita un tipo de óxido de hierro y el uso de material avanzado a base de celulosa y acetato que se perfeccionó en 1934. La AEG trabajó en otro equipo desarrollando el medio de reproducción que pudiera trabajar con las cintas de papel y plástico, con la aportación de Eduard Shüller quien diseñó la cabeza de anillo en 1934, la cual tenía 3 funciones: grabar reproducir y borrar, ambos grupos trabajaron juntos para adaptar las cintas con base de plástico en un medio externo con la cinta enrollada en discos para reproducirlas en la grabadora magnética nombrada Magnetófono K1 (K se refiere a koffer o Estuche Portátil).

Tanto el equipo como las cintas fueron las primeras en ser demostradas en el IFA o Internationale Funkausstellung Berlin (feria de muestras internacional de la radiodifusión de Berlín)  en 1935.
Al final de la guerra el Mayor John Herbert Orr fue comisionado para desarrollar una "planta de fabricación de cinta magnética estadounidense", ubicó las plantas de fabricación de los equipos de grabación alemanes y localizó a Pfleumer quien le proporcionó la fórmula básica para la producción de la cinta magnética.
La patente de 1928 (y los derechos asociados a ésta) concedidos a Pfleumer fueron declarados nulos por la corte nacional alemana en 1936, pues la idea de Pfleumer de cubrir la cinta de papel con polvo de hierro estaba ya cubierta en las patentes originales de Valdemar Poulsen (1898 y 1899). Validar Referencia